# 1. Frauen-Fußball-Club Frankfurt
O 1. FFC Frankfurt é um clube alemão de futebol feminino, em Frankfurt am Main, na Alemanha.

## História
Embora o clube tenha origem na década de 1970, sua fundação oficial foi em 1998. É a principal equipe da Alemanha.

## Elenco Atual
Nota: Bandeiras indicam equipe nacional, conforme definido pelas regras de elegibilidade da FIFA. Os jogadores podem ter mais de uma nacionalidade não-FIFA.
| N.º |                | Posição | Jogadora           |
| --- | -------------- | ------- | ------------------ |
| 1   | Alemanha       | G       | Desirée Schumann   |
| 2   | Alemanha       | M       | Isabella Möller    |
| 3   | Alemanha       | D       | Laura Störzel      |
| 4   | Alemanha       | D       | Kathrin Hendrich   |
| 6   | Alemanha       | M       | Saskia Matheis     |
| 7   | Estados Unidos | D       | Jenista Clark      |
| 9   | Japão          | A       | Yūki Ōgimi         |
| 10  | Alemanha       | M       | Dzsenifer Marozsán |
| 11  | Alemanha       | M       | Simone Laudehr     |
| 12  | Canadá         | M       | Sophie Schmidt     |
| 13  | Alemanha       | D       | Marith Prießen     |
| 14  | Países Baixos  | M       | Jackie Groenen     |
| 15  | Alemanha       | M       | Celine Rumpf       |
| 16  | Alemanha       | D       | Ebru Uzungüney     |

| N.º |          | Posição | Jogadora               |
| --- | -------- | ------- | ---------------------- |
| 17  | Alemanha | A       | Mandy Islacker         |
| 18  | Alemanha | M       | Kerstin Garefrekes ()  |
| 19  | Alemanha | A       | Valentina Limani       |
| 20  | Alemanha | D       | Melissa Friedrich      |
| 21  | Suíça    | A       | Ana-Maria Crnogorčević |
| 22  | Alemanha | D       | Jana Löber             |
| 23  | Alemanha | A       | Isabelle Linden        |
| 24  | Alemanha | A       | Theresa Panfil         |
| 25  | Alemanha | D       | Saskia Bartusiak       |
| 26  | Alemanha | G       | Cara Bösl              |
| 27  | Alemanha | D       | Peggy Kuznik           |
| 30  | Alemanha | G       | Anne-Kathrine Kremer   |
| 31  | Alemanha | G       | Anke Preuß             |

## Títulos
- Liga dos Campeões da UEFA (4): 2001-02, 2005-06, 2007-08 e 2014-15;
- Campeonato Alemão (7): 1999, 2001, 2002, 2003, 2005, 2007 e 2008;
- Copa da Alemanha (9): 1999, 2000, 2001, 2002, 2003, 2007, 2008, 2011 e 2014

## Principais jogadoras
- Birgit Prinz
- Renate Lingor
- Silke Rottenberg
- Conny Pohlers
- Pia Wunderlich
- Steffi Jones
- Sarah Günther
- Kerstin Garefrekes
- Petra Wimbersky
- Saskia Bartusiak
- Sandra Smisek